# Sambangan (Sukasada)
Sambangan is een bestuurslaag in het regentschap Buleleng van de provincie Bali, Indonesië. Sambangan telt 5986 inwoners (volkstelling 2010).